# Genc Tomorri
Genc (Genç) Skënder Tomorri (ur. 17 stycznia 1960 w Tiranie) – albański piłkarz i trener piłkarski, w 1981 roku członek albańskiej reprezentacji U-21, w 1983 roku reprezentant Albanii.